# بنی وکیل
بنی وکیل (به فرانسوی: Bni Oukil) یک شهرک در مراکش است که در استان فقیه بن صالح واقع شده‌است. بنی وکیل ۱۴٬۹۶۰ نفر جمعیت دارد.